# Helens Rev
Helens Rev er en række af små skær, der ligger godt en sømil (2 km) nordøst for klippeøen Rockall mellem Irland, Færøerne og Island.
Det danske skib S/S Norge forliste ved en påsejling den 28. juni 1904.